# Egy amerikai Párizsban (film)
Az Egy amerikai Párizsban (An American in Paris) 1951-ben készült színes amerikai filmmusical Vincente Minnelli rendezésében. A filmet George Gershwin azonos című zeneműve inspirálta. A filmből a háború után megkönnyebbült Amerika összes felszabadultsága és optimizmusa árad, talán ezért minden naivsága, és a broadway-musical műfaj minden közhelye dacára időtálló film.[elfogult]

## Történet
Egy fiatal amerikai festő Párizsban utazik érvényesülni, de persze sikertelen. Egy napon egy csinos és gazdag nő felfedezi. Jerry leküzdve erkölcsi gátlásait elfogadja a támogatást. Egy este megismerkedik egy francia lánnyal, Lizzel, és egymásba szeretnek. Liz azonban eltitkolja, hogy egy ismert kabaré-énekes jegyese. Henri, az énekes egy alkalommal megmentette Lisa az életét. Lisát ez Henrihez köti, de a bonyodalom megoldódik Henri nagylelkűségének köszönhetően.
Gershwin zenéje egy húszperces táncos betétben önálló életre kelve túlnő a mai szemmel nézve giccses filmen.[elfogult]

## Szereplők
| Karakter       | Színész         | Magyar hang         |
| -------------- | --------------- | ------------------- |
| Jerry Mulligan | Gene Kelly      | Csankó Zoltán       |
| Lise Bouvier   | Leslie Caron    | Majsai-Nyilas Tünde |
| Adam Cook      | Oscar Levant    | Harsányi Gábor      |
| Henri Baurel   | Georges Guétary | Rosta Sándor        |
| Milo Roberts   | Nina Foch       | Menszátor Magdolna  |
| John McDowd    | Paul Maxey      |                     |

## Fontosabb díjak
- Golden Globe-díj (1952)
  - díj: legjobb film a zenés és vígjáték kategóriában
- Oscar-díj (1952)
  - díj: legjobb film
  - díj: legjobb operatőr
  - díj: legjobb jelmeztervezés
  - díj: legjobb látványtervezés
  - díj: legjobb filmzene: Johnny Green, Saul Chaplin
  - díj: legjobb forgatókönyv: Alan Jay Lerner